# Jacques-Désiré Laval
Jacques-Désiré Laval (18 de setembro de 1803 - 9 de setembro de 1864) foi um padre católico romano francês que serviu nas missões nas Maurícias; ele era um membro professo dos Espiritanos. Ele é conhecido como o “Apóstolo das Maurícias” devido ao seu trabalho incansável na ajuda aos pobres e doentes. Laval também educou o rebanho para o qual foi designado, pois aquelas pessoas não tinham instrução e eram, em sua maioria, ex-escravos. Suas habilidades na medicina fizeram dele uma figura destacada na região, pois sua expertise lhe permitiu atender aqueles que sofriam de doenças que se manifestavam mais em tempos de epidemia.
Em 29 de abril de 1979 tornou-se o primeiro membro beatificado de sua ordem religiosa.

## Vida
Jacques-Désiré Laval nasceu em 18 de setembro de 1803 em Croth, filho de Jacques Laval, um fazendeiro de sucesso. Seus pais tiveram três filhas antes dele e esperavam um menino. Ele cresceu em uma família piedosa. Sua mãe morreu quando ele tinha sete anos. Seu tio Nicolas era sacerdote e supervisionava sua instrução religiosa.
Laval foi educado em Évreux e no Collège Stanislas de Paris, onde estudou humanidades. Ele não tinha certeza se deveria prosseguir os estudos eclesiais para o sacerdócio ou exercer a prática da medicina e recebeu seu doutorado em medicina em 21 de agosto de 1830 antes de estabelecer um consultório em Saint-André e Ivry-la-Bataille . Sua tese que lhe garantiu o doutorado foi sobre artrite reumatoide . Mas ele se tornou mais vaidoso e ignorou as coisas espirituais da vida ao servir na medicina de setembro de 1830 a abril de 1834. Ele reexaminou sua escolha após um acidente de cavalo quase fatal. Sentindo-se chamado ao sacerdócio, encerrou o consultório alguns meses depois, em 1834, e iniciou os estudos para o sacerdócio em Saint-Sulpice em 15 de junho de 1835; recebeu a ordenação em 22 de dezembro de 1838 (do Arcebispo de Paris Hyacinthe-Louis de Quélen) e trabalhou como pároco até 1840. Durante os estudos eclesiais fez amizade com François Libermann (os dois posteriormente colaboraram nas missões). Desejava uma vida mais ativa como sacerdote e por isso ingressou nos Espiritanos. Foi enviado às missões na ilha Maurícia em 14 de setembro de 1841.
A maioria de seus paroquianos eram ex-escravos pobres e sem instrução. Ele morou com eles e aprendeu sua língua enquanto jejuava quando os suprimentos eram escassos; ele dormia em uma caixa de embalagem. Sua formação médica foi útil nesse sentido, pois ele trabalhou para melhorar as condições na agricultura, bem como na ciência e no saneamento. Diz-se que o seu sucesso foi tão grande que se acredita ter convertido 67.000 pessoas na sua paróquia.
Laval morreu em 1864 após uma série de ataques apopléticos. A oração fúnebre comentava as palavras de Isaías: Evangelizare pauperibus misit me — “Ele me enviou para anunciar o Evangelho aos pobres”. O caixão foi seguido por 30.000 pessoas e foi enterrado em frente à igreja em Sainte Croix.

### Memoriais
Há um prédio no campus da Universidade Duquesne dos Espiritanos em Pittsburgh - que é chamado de "Casa Laval" em homenagem ao Padre Laval.

## Beatificação

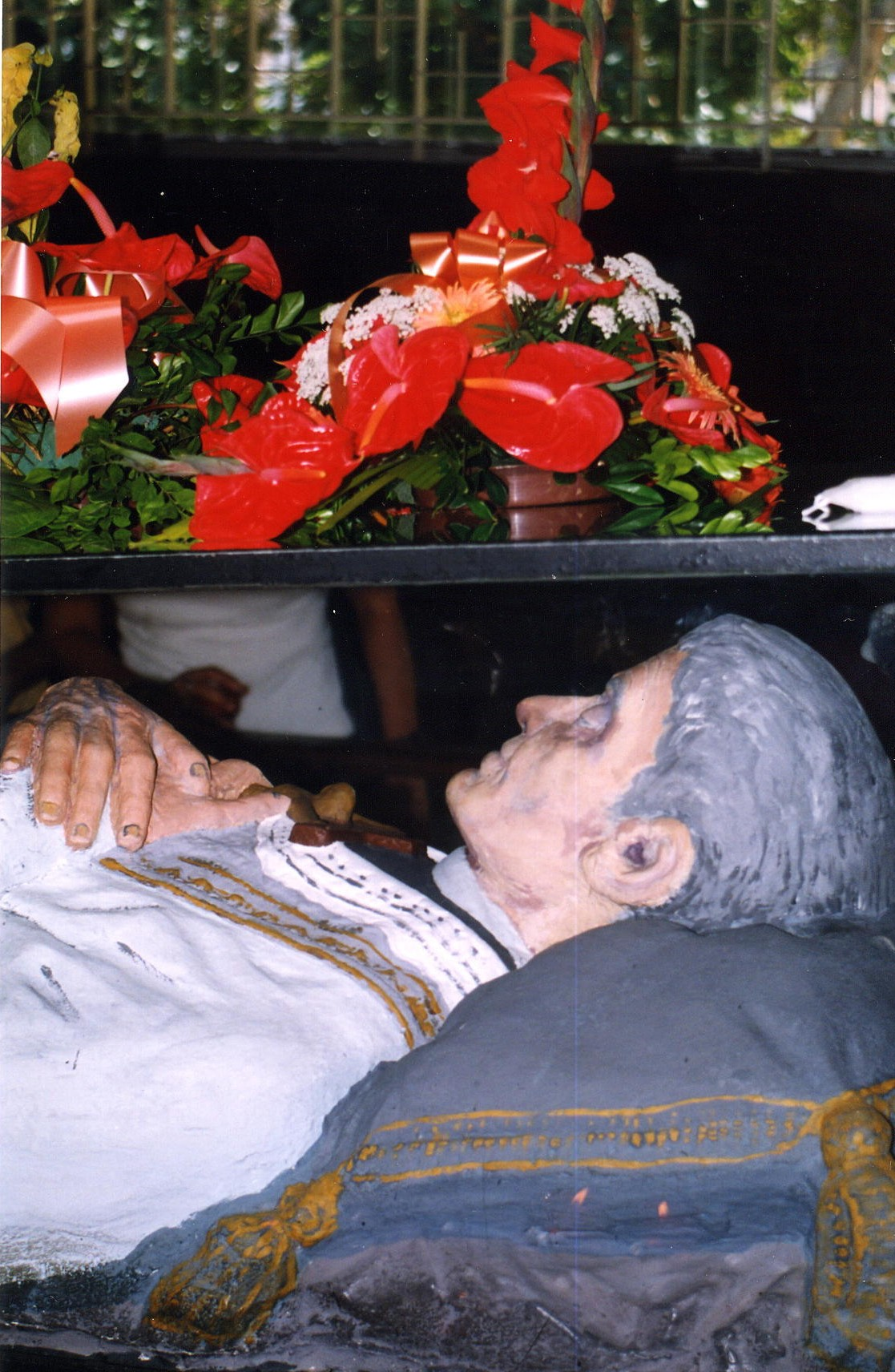
Tumba de Laval

A causa de beatificação começou em Évreux e Port Louis em nível diocesano antes que os teólogos investigassem e aprovassem seus escritos espirituais em 9 de agosto de 1916. A introdução formal à causa ocorreu em 26 de junho de 1918 sob o Papa Bento XV e ele foi intitulado Servo de Deus. O segundo processo diocesano foi posteriormente conduzido e estes dois processos receberam validação em Roma pela Congregação para os Ritos em 5 de junho de 1936, após sua conclusão. Funcionários do C.O.R. aprovaram os documentos relacionados com a causa em 15 de outubro de 1957, antes que a Congregação para as Causas dos Santos e seus consultores os aprovassem mais tarde, em 17 de novembro de 1970. A C.C.S. concedeu então a sua aprovação em 21 de dezembro de 1971, antes de ter de apresentá-la ao papa para confirmação final. Essa confirmação do Papa Paulo VI em 22 de junho de 1972 permitiu que Laval fosse intitulado Venerável, reconhecendo que Laval levou uma vida de virtude heroica.
O processo cognitivo para um milagre foi aberto e encerrado nas Maurícias em 1926, antes de receber a validação C.C.S. em Roma, mais tarde, em 6 de dezembro de 1973. O milagre que levou à sua beatificação foi a cura, em 17 de julho de 1923, de Joseph Edgradi Beaubois - um anglicano que mais tarde se converteu - de um eczema agudo no rosto e no pescoço. Os especialistas médicos aprovaram esta cura como um milagre em 4 de Dezembro de 1975, tal como a C.C.S. e os seus consultores em 18 de Janeiro de 1977; a C.C.S. realizou outra sessão e aprovou-a em 22 de fevereiro de 1977. Paulo VI confirmou este milagre em 7 de julho de 1977 e aprovou assim a beatificação de Laval. Mas a morte de Paulo VI e a posterior morte do Papa João Paulo I impediram que a beatificação fosse celebrada no final de 1978, como se pretendia. A beatificação não foi celebrada até que o Papa João Paulo II a presidiu em 29 de abril de 1979.
João Paulo II visitou o túmulo de Laval nas Maurícias em 14 de outubro de 1989.
O atual postulador desta causa é o sacerdote espiritano Jean-Jacques Boeglin.
A data da morte de Laval tornou-se uma espécie de celebração anual em que foi marcada com um festival e uma procissão até o local de seu túmulo. A peregrinação anual à igreja paroquial de Sainte-Croix teve origem na data do seu cortejo fúnebre em 1864. A nível anual, as ofertas e os ex-votos são colocados no local do seu túmulo desde a noite de 8 de setembro até ao final da sua festa.